# Karl Wallenda

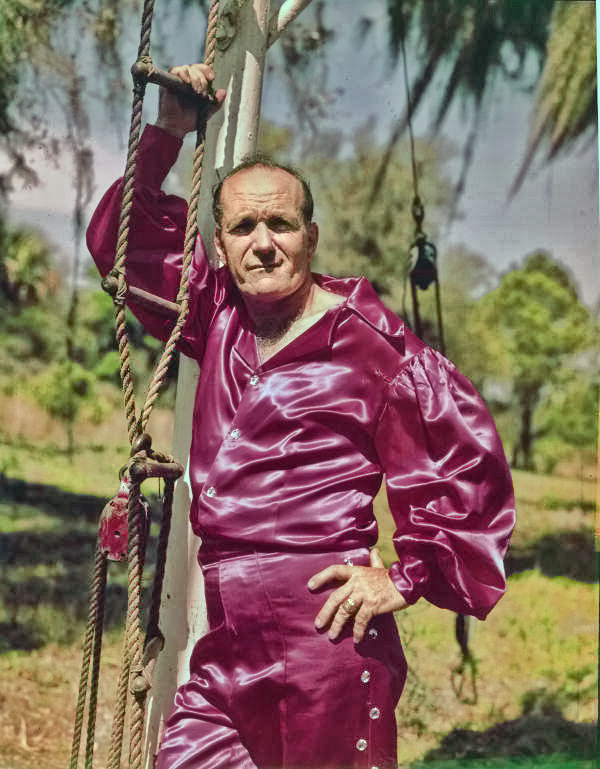
Karl Wallenda in seinem Winterquartier in Sarasota, Florida

Karl Wallenda (* 21. Januar 1905 in Magdeburg; † 22. März 1978 in San Juan, Puerto Rico), auch bekannt als The Great Wallenda, war ein deutsch-amerikanischer Zirkusakrobat und Hochseilartist. Bekanntheit erlangte er als Gründer/Patriarch der Flying Wallendas, einer Zirkustruppe, die bis heute gefährliche Stunts – meist ohne Sicherheitsnetz – durchführt. Urenkel Nik Wallenda ist ebenfalls Hochseilartist.

## Leben

### Anfänge in Deutschland
Karl Wallenda wurde 1905 in Magdeburg in eine Zirkusfamilie hineingeboren. Sein Vater war Fänger in einer Gruppe von Luftakrobaten, der auch seine Mutter angehörte.
Die Wallendas hatten das Land bereits im 18. Jahrhundert bereist und auf Jahrmärkten mit Tanzbären, Trapezkunst und Jonglage für Unterhaltung gesorgt.
Erste Auftritte als Clown absolvierte Karl im Alter von fünf Jahren. Als Jugendlicher antwortete er angeblich auf eine Annonce, in der jemand gesucht wurde, der einen Handstand beherrschte. Der Akrobat Louis Weitzmann betrat mit dem jungen Karl daraufhin ein Hochseil und forderte ihn auf, auf seinen Schultern einen Handstand durchzuführen. Als der Junge sich weigerte, soll Weitzmann gedroht haben, ihn vom Seil zu schütteln. Nach geglücktem Versuch nahm der Zirkusperformer ihn schließlich unter seine Fittiche.

### The Great Wallendas

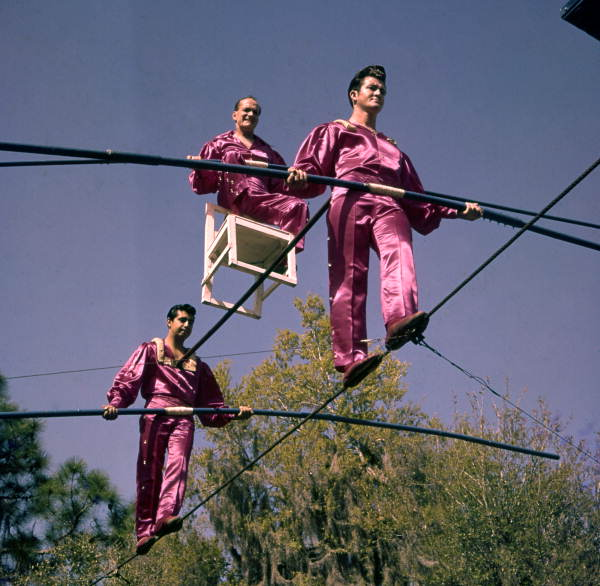
Wallenda (oben) mit zwei seiner Protegés auf der berühmten Pyramide

Mit den Jahren zeigte sich Wallendas Risikobereitschaft – er trat stets ohne Sicherheitsnetz auf – und der junge Mann entwickelte seine eigene Show. Unter anderem bezwang er, mit Bruder Hermann auf den Schultern, das Hochseil auf einem Fahrrad. Seine vermutlich größte Innovation, die „Pyramide“, feierte 1925 in Mailand Premiere und galt augenblicklich als Sensation. Bald wurde John Ringling auf ihn und seine Mitstreiter aufmerksam und lud sie nach New York ein, wohin Karl Wallenda 1928 per Schiff auswanderte. Das Engagement im Zirkus der Ringling Brothers war die Geburtsstunde der Great Wallendas, die für ihre ersten Auftritte in den Staaten stehende Ovationen ernteten. Später etablierte sich der Name Flying Wallendas, den Karl jedoch ablehnte, suggerierte er doch Trapezakrobatik.
1947 entwickelte die Gruppe unter der Leitung von Familienoberhaupt Karl eine dreistöckige Form der Pyramide mit sieben Personen. Vier Männer bewegten sich direkt über das Seil und trugen zwei weitere auf Stangen, die  ihrerseits einen Stuhl balancierten, auf dem ein Mädchen saß. Bei einem Einsturz der Pyramide ereignete sich 1962 in Detroit der erste schwere Unfall der Truppe. Karls aus Ost-Berlin geflohener Neffe Dieter Schepp und ein weiterer Mann stürzten 12 Meter zu Boden und kamen dabei ums Leben. Sein Adoptivsohn Mario fiel ebenfalls in die Tiefe und blieb von der Hüfte abwärts gelähmt. Karl selbst zog sich einen Beckenbruch sowie eine doppelte Hernie zu, kehrte nach eigener Aussage jedoch bereits 24 Stunden später auf das Seil zurück.

### Soloerfolge

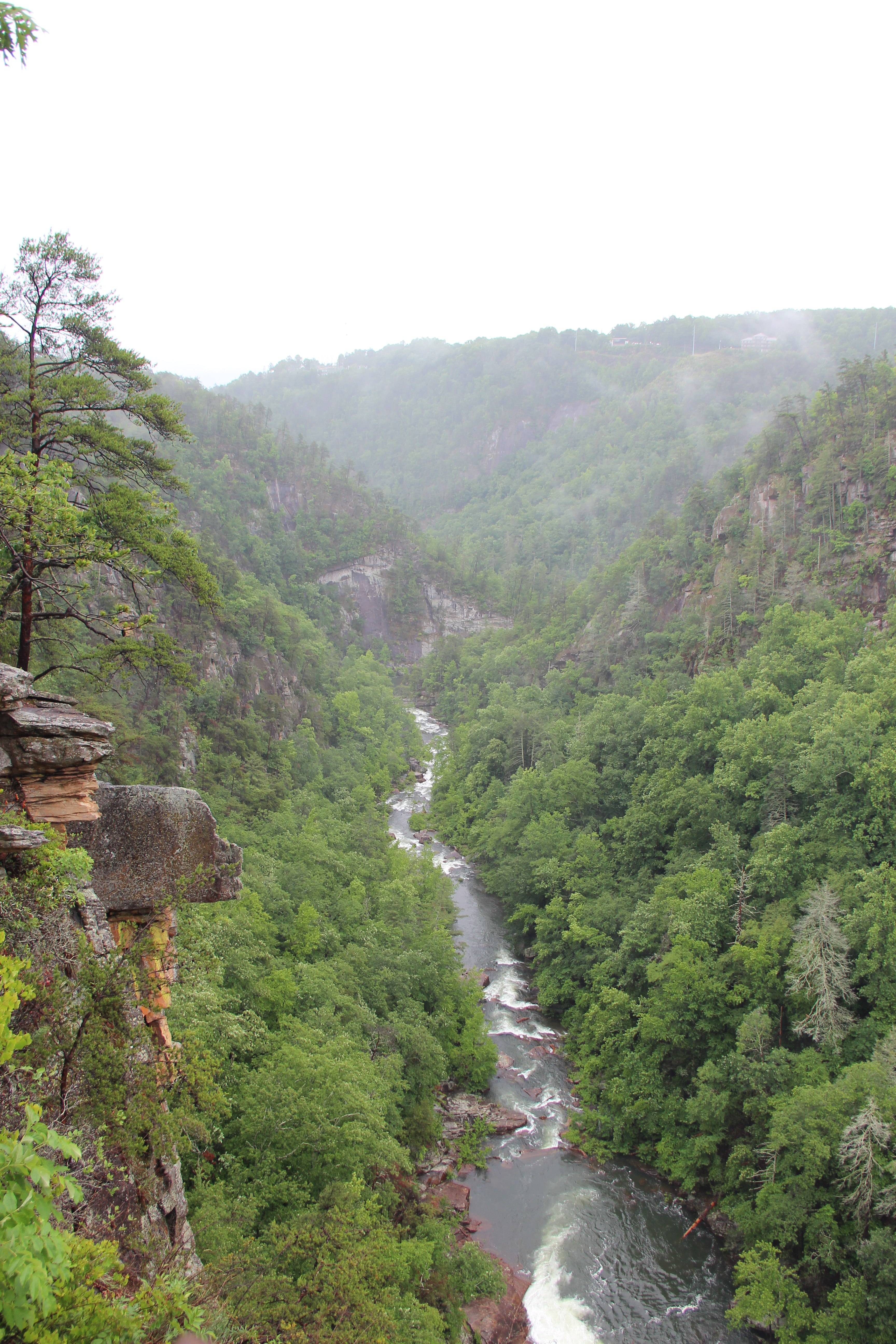
Einer seiner Hochseilakte führte Karl Wallenda über die Tallulah-Schlucht in Georgia.

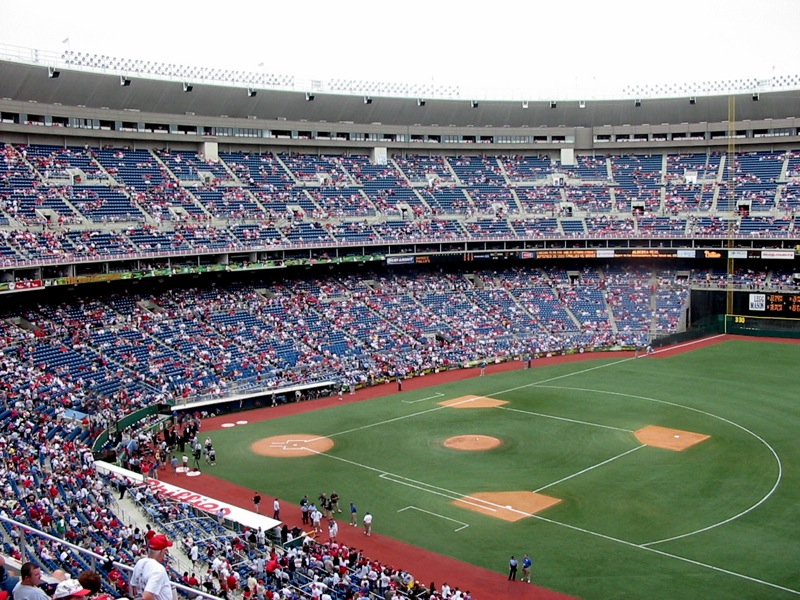
Das Veterans Stadium überquerte Wallenda zweimal: 1972 und 1976.

Neben seiner Laufbahn als Zirkusartist, die er vom Ringling-Winterquartier in Sarasota (Florida) aus managte, sorgte Karl Wallenda in späteren Jahren mit zahlreichen als skywalks bezeichneten Einzelaktionen für Aufsehen. Sein wohl waghalsigster Stunt führte ihn am 18. Juli 1970 über die Tallulah-Schlucht in den südlichen Appalachen. Der über 300 Meter lange Balanceakt, mehr als 200 Meter über dem Talboden, wurde von TV-Kameras festgehalten und von Wallenda live per Mikrofon kommentiert. Auf halber Strecke führte er vor zahlreichen Zuschauern, unter ihnen  Gouverneur Maddox, einen zu seinem Markenzeichen gewordenen Kopfstand durch.
In einem Interview gestand Wallenda 1973, bei der Überquerung der Schlucht das erste und einzige Mal richtige Angst verspürt zu haben.
Es folgten viele weitere Hochseilüberquerungen, etwa diverser Sportarenen, darunter das Veterans Stadium in Philadelphia, das Wallenda gleich zweimal mit einer Performance beehrte.
Nach 1972 überquerte er die Heimstätte der Phillies 1976 erneut, wobei er, mehr als 50 Meter über dem Spielfeld balancierend, eine Baseballkappe sowie zwei Fahnen auf seiner Balancierstange trug. Im Jahr 1974 stellte der bereits 69-jährige Wallenda einen Weltrekord für die längste auf einem Hochseil zurückgelegte Distanz auf. Er überquerte dafür den Kings-Island-Freizeitpark in Ohio auf einer Strecke von 548 Metern. Erst 34 Jahre später wurde der Rekord von Enkel Rick am selben Ort mit 609 Metern übertroffen.
People gab Ende des Jahres 1976 an, Karl Wallenda verdiene bei rund 12 Skywalks im Jahr 10.000 Dollar pro Auftritt.

### Tod
Am 22. März 1978 verunglückte Karl bei einem Auftritt in San Juan (Puerto Rico) tödlich. Um die örtlichen Ticketverkäufe anzukurbeln, hatte er geplant, ein Seil zwischen zwei Strandhotels in der puerto-ricanischen Hauptstadt zu überqueren. Auf halber Strecke beschleunigte eine Meeresbrise auf 30 Knoten und der 73-Jährige ging in die Hocke. Kurz darauf verlor er den Halt und stürzte samt Balancierstange 36 Meter tief auf ein geparktes Taxi. Bei Ankunft im Krankenhaus war der „möglicherweise bekannteste Zirkusartist der Welt“, wie es in einem Nachruf der ABC News hieß, bereits seinen schweren inneren Verletzungen erlegen.
Während die Medien zunächst den ungünstigen Wind als Unfallursache sahen, ist die Familie Wallenda bis heute davon überzeugt, das Hochseil sei nicht korrekt angebracht worden. Terry Toffer, Ehemann von Karls Enkelin Delilah, berichtete später, er habe versucht, Karl von seinem Vorhaben abzuhalten, nachdem dieser sich bei einem Training im November 1977 einen Halswirbelbruch zugezogen hatte. Karl habe Terry daraufhin entlassen. Der Patriarch, der auf eine 58-jährige Karriere als Hochseilartist zurückblicken konnte, war nach Unfällen in den Jahren 1962, 1963 und 1972 insgesamt bereits das fünfte Todesopfer der Familie.

## Familie
Karl Wallenda war zweimal verheiratet. Seine erste Frau Martha, geborene Schepp, ehelichte er 1927 noch vor Emigration in die Staaten. Im selben Jahr bekam das Paar eine Tochter, Jenny (1927–2015). Nach sieben Jahren Ehe ließen sich die beiden scheiden und Karl heiratete eine seiner Schülerinnen, Helen, geborene Kreis (* 1910 in Ingolstadt; † 1996 in Sarasota), die bis zu seinem Tod an seiner Seite blieb. Mit Helen hatte er eine leibliche Tochter, Carla (1936–2021), und einen Adoptivsohn, Mario (1940–2015). Enkel Rick wuchs ebenfalls bei ihnen auf. Von Helen, die ihre aktive Zirkuskarriere 1960 beendete, wird behauptet, sie habe die Stunts ihres Mannes aus Sorge um ihn nicht mit ansehen können.
Die Zirkustradition der Wallendas wurde von Karls Enkelsöhnen Tino (* 1950) und Rick (* 1955) fortgeführt, die aufgrund familieninterner Streitigkeiten jeweils ein eigenes Unternehmen betreiben. Derzeit bekanntester Sprössling der Familie ist Karls Urenkel Nik Wallenda (* 1979), der vor allem mit seinen Skywalks über die Niagarafälle und den Grand Canyon weltweites Aufsehen erregte. Nik huldigte seinem Urgroßvater mit einigen Aktionen. 2011 überquerte er mit Mutter Delilah ein Hochseil an jenem Ort, wo Karl 33 Jahre zuvor in den Tod gestürzt war. Die beiden balancierten dabei aufeinander zu und führten in der Mitte einen spektakulären Überstieg durch. 2015 gedachte Nik seines legendären Vorfahren mit seiner eigenen Überquerung der Tallulah-Schlucht.
Nur einen Monat vor Karl Wallendas Tod wurde der Fernsehfilm The Great Wallendas mit Lloyd Bridges und Britt Ekland in den Hauptrollen abgedreht.

## Herausragende Leistungen
- 1925: Uraufführung der Hochseilpyramide in Mailand
- 1947: Aufstockung der „Pyramide“ auf sieben Personen
- 18. Juli 1970: Hochseilüberquerung der Tallulah-Schlucht in Georgia (305 m weit, 228 m hoch)[1]
- 13. August 1972: Hochseilüberquerung des Veterans Stadium in Philadelphia (195 m weit, 51 m hoch, Wiederholung am 31. Mai 1976)[14][1]
- 15. September 1973: Hochseilüberquerung des Rubber Bowl in Akron (183 m weit, 21 m hoch)[15]
- 31. März 1974: Hochseilüberquerung des Cleveland Stadium (174 m weit, 38 m hoch)[16]
- 25. Mai 1974: Hochseilüberquerung des Kings-Island-Freizeitparks in Ohio (548 m weit, Weltrekord bis 4. Juni 2008)[10]
- 13. November 1974: Hochseilüberquerung des höchsten Zirkuszelts Europas im Clapham Common in London (91 m weit, 21 m hoch)[17]
- 22. November 1976: Hochseilüberquerung nahe der Tower Bridge in London (107 m weit, 30 m hoch)[11]
- 31. Januar 1977: Hochseilüberquerung zwischen den Hotels Fontainebleau und Eden Roc in Miami Beach (219 m weit, 52 m hoch)[2]

Anmerkung: Originalwerte in ft gerundet.

## Trivia
- Als Abschluss seiner größten Leistungen genoss Karl Wallenda gerne ein Glas Martini.[1]
- Für einen gemeinsamen Auftritt von Wallenda und Motorradstuntman Evel Knievel im JFK Stadium (Philadelphia) warb man 1973 mit dem Spruch „See them before they die!!“.[1]
- Auf Karls Grabstein im Manasota’s Memorial Park in Bradenton ist das falsche Geburtsjahr (1904) eingraviert.[1]
- Das Grabfoto zeigt Wallenda in der für ihn typischen magentafarbenen Zirkustracht.[1]
- Michael Jennings widmete ihm 1983 das Gedicht A Dream of Falling, das in der Zeitung der Johns Hopkins University erschien.[18]
- Die College-Rock-Band Vigilantes of Love würdigte Wallenda 1995 im Song Baalam’s Ass mit der Zeile „You will feel like the great Wallenda (...) as he stepped out over Tallulah gorge“.[3]